# Стівен Крюгер
Стівен Крюгер (англ. Steven Krueger, нар. 25 травня 1989, Епплтон, Вісконсин, США) — американський актор. Він відомий своїми ролями тренера Бена Скотта в хітовому серіалі «Шершні» і Джоша Роззи в серіалі «Первородні».

## Біографія
Крюгер народився в Епплтоні, штат Вісконсін, і виріс у Сарасоті, штат Флорида.

## Кар'єра
Він дебютував як актор незабаром після переїзду до Лос-Анджелеса наприкінці 2009 року в епізоді телешоу CW «90210: Нове покоління». Протягом наступних кількох років він багато разів виступав у відомих телевізійних шоу, таких як «Милі ошуканки», «Трудоголіки» , «Батьківство» та «Два з половиною чоловіки».
У 2013 році Крюгер отримав повторювану роль у серіалі «Первородні», спіноффі телесеріалу «Щоденники вампіра». Його персонаж, Джош, був першим гей-персонажем, представленим у серіалі, і спочатку планувалося з’явитися в трьох епізодах. Однак Джош швидко став улюбленцем шанувальників, і наприкінці 2013 року Крюгер був підвищений до періодичного складу. Він отримав звичайну роль у серіалі та залишався невід’ємною частиною шоу до останнього сезону в 2018 році.
Після фіналу «Первородні» Крюгер продовжував працювати над низкою телевізійних шоу. У листопаді 2019 року було оголошено, що він приєднується до акторського складу пілотного серіалу Showtime «Шершні», режисера Карін Кусама, як постійний актор. Крюгер грає Бена Скотта, помічника тренера шкільної футбольної команди, яка опинилася в горах після того, як вижила в авіакатастрофі 25 років тому. Також у 2021 році Крюгер зіграв повторювану роль Хіта в третьому сезоні серіалу «Розвелл, Нью-Мексико».

## Особисте життя
У грудні 2023 року Крюгер підтвердив, що зустрічається з американською акторкою Кендіс Кінг. Вони оголосили про заручини 14 травня 2025 року.

## Фільмографія
| Рік       |    | Українська назва                              | Оригінальна назва                       | Роль          |
| --------- | -- | --------------------------------------------- | --------------------------------------- | ------------- |
| 2009      | с  | Мертва справа                                 | Cold Case                               | Студент       |
| 2009      | с  | 90210: Нове покоління                         | 90210                                   | Вінс          |
| 2010      | с  | Місце злочину: Нью-Йорк                       | CSI: NY                                 | Грег          |
| 2010      | с  | Буває й гірше                                 | The Middle                              | Естебан       |
| 2010      | с  | Незвичайна сімейка                            | No Ordinary Family                      | Рейнольдс     |
| 2010      | с  | Батьківство                                   | Parenthood                              | Броуді        |
| 2010      | с  | Милі ошуканки                                 | Pretty Little Liars                     | Бен Коган     |
| 2011      | с  | Медісон Хай                                   | Madison High                            | Піт           |
| 2011      | с  | Трудоголіки                                   | Workaholics                             | Франклін      |
| 2012—2013 | с  | Два з половиною чоловіки                      | Two and a Half Men                      | Шон           |
| 2013      | с  | Управління гнівом                             | Anger Management                        | Раян Гоггет   |
| 2013      | ф  | План втечі                                    | Escape Plan                             | Гебріел       |
| 2013—2018 | с  | Первородні                                    | The Originals                           | Джошуа Росза  |
| 2014      | тф | Урок романтики                                | A Lesson in Romance                     | Бреді         |
| 2015      | с  | Гаваї 5.0                                     | Hawaii Five-0                           | Кран Добріан  |
| 2015      | ф  | Страшилки                                     | Goosebumps                              | Девідсон      |
| 2016      | ф  | Сатаниський                                   | Satanic                                 | Девід         |
| 2017      | с  | Райан Хансен розкриває злочини на телебаченні | Ryan Hansen Solves Crimes on Television | Орсон         |
| 2019      | с  | NCIS: Полювання на вбивць                     | NCIS                                    | Ендрю Тоунслі |
| 2019      | с  | Приємні клопоти                               | Good Trouble                            | Елай          |
| 2021—2022 | с  | Розвелл, Нью-Мексико                          | Roswell: New Mexico                     | Хіт Тачман    |
| 2021—2024 | с  | Шершні                                        | Yellowjackets                           | Бен Скотт     |